# Pedicularis sudetica
Pedicularis sudetica är en snyltrotsväxtart som beskrevs av Carl Ludwig von Willdenow. Pedicularis sudetica ingår i släktet spiror, och familjen snyltrotsväxter.

## Underarter
Arten delas in i följande underarter:
- P. s. albolabiata
- P. s. interior
- P. s. interioroides
- P. s. jacutica
- P. s. pacifica
- P. s. scopulorum
- P. s. sudetica

## Bildgalleri

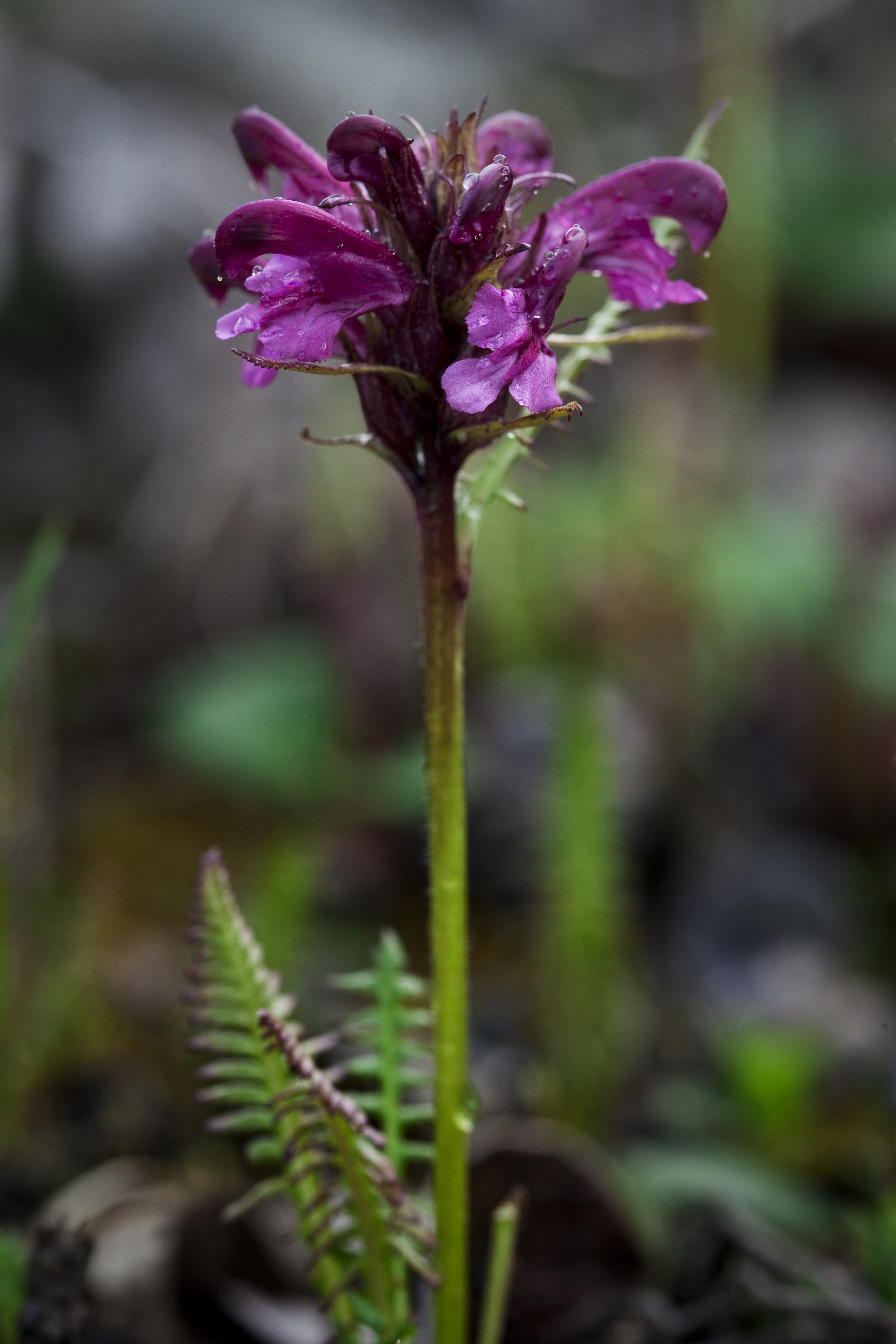
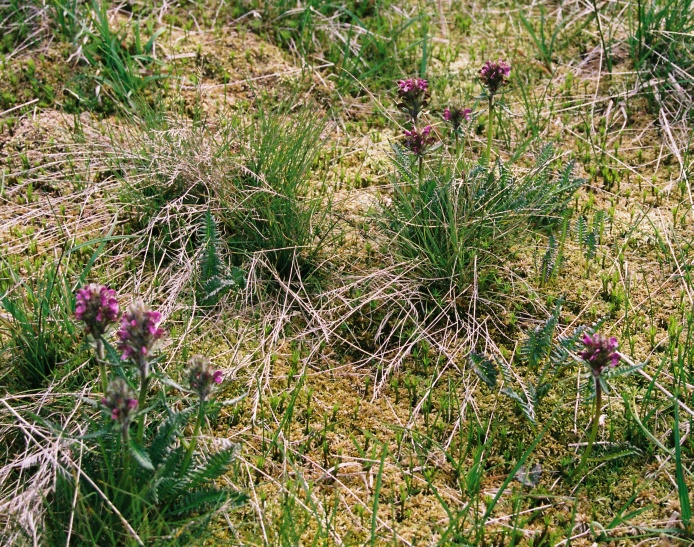